# Budynek szkoły przy ul. Wojska Polskiego 1 w Słubicach
Budynek szkoły przy ul. Wojska Polskiego 1 w Słubicach – historyczny budynek w centrum Słubic, będący przykładem pruskiego budownictwa użyteczności publicznej przełomu XIX i XX wieku i od początku swojego istnienia służącym jako szkoła dla miejscowej młodzieży.

## Opis
Jest to budynek trzykondygnacyjny z poddaszem nieużytkowym, niepodpiwniczony. Szczególną uwagę zwraca ozdobna elewacja, która powstała poprzez połączenie ze sobą dominującej żółtej cegły klinkierowej oraz czerwonej cegły palonej.
Okna wieloosiowe zwieńczone łukowo.
6 listopada 2000 roku Lubuski Wojewódzki Konserwator Zabytków Iwona Peryt-Gierasimczuk wydała decyzję nr 917 o wpisie zabytkowej elewacji szkoły do rejestru zabytków nieruchomych województwa lubuskiego (nr rejestru L-36).
Budynek stanowi siedzibę Szkoły Podstawowej nr 1 im. Mikołaja Kopernika w Słubicach.